# Acacia amentacea
Acacia amentacea är en ärtväxtart som beskrevs av Dc. Acacia amentacea ingår i släktet akacior, och familjen ärtväxter. Inga underarter finns listade i Catalogue of Life.